# Peter De Vries (schrijver)
Peter De Vries (27 februari 1910 – 28 september 1993) was een Amerikaanse schrijver die vooral bekendstond om zijn humoristische romans en de verfilmingen daarvan. Hij is omschreven als "waarschijnlijk de grappigste schrijver over religie ooit".
De Vries werd in Chicago geboren, maar kreeg Nederlandstalig onderwijs in een gereformeerd immigranten-milieu. In 1931 studeerde hij af aan het Calvin College in Michigan. Van 1944 tot 1987 werkte hij voor The New Yorker. Hij kreeg met zijn vrouw Katinka Loeser vier kinderen: Jon, Derek, Jan en Emily. Hun jongste dochter stierf echter op tienjarige leeftijd aan leukemie. Dit vormde de inspiratie voor zijn beroemdste boek, The Blood of the Lamb uit 1961.
De Vries schreef korte verhalen, poëzie, essays, een toneelstuk, novelles en drieëntwintig romans. Verscheidene verhalen werden verfilmd, waaronder The Tunnel of Love (1958) en Reuben, Reuben (1983), die beide ook succesvol als toneelstuk op Broadway verschenen. Alleen The Blood of the Lamb, zijn meest religieuze en serieuze roman, werd (tweemaal) in het Nederlands vertaald, als resp. Het bloed van het lam (1963, vertaler A. Marja) en Het lam (2009, Brandaan, vertaler Reinier Sonneveld).